# Yanam (huyện)

## Vị trí địa lý
Huyện Yanam là một huyện thuộc bang Puducherry, Ấn Độ. Thủ phủ huyện Yanam đóng ở Yanam. Nó tạo thành một khu vực bên trong tiểu bang Andhra Pradesh phía đông bắc, ở lưu vực chính của sông Godavari.
Huyện Yanam có diện tích 30 ki lô mét vuông. Đến thời điểm năm 2001, huyện Yanam có dân số 31362 người.

## Ngôn ngữ
Huyện Yanam chủ yếu sử dụng tiếng Telugu.